# 알버트 스폴딩

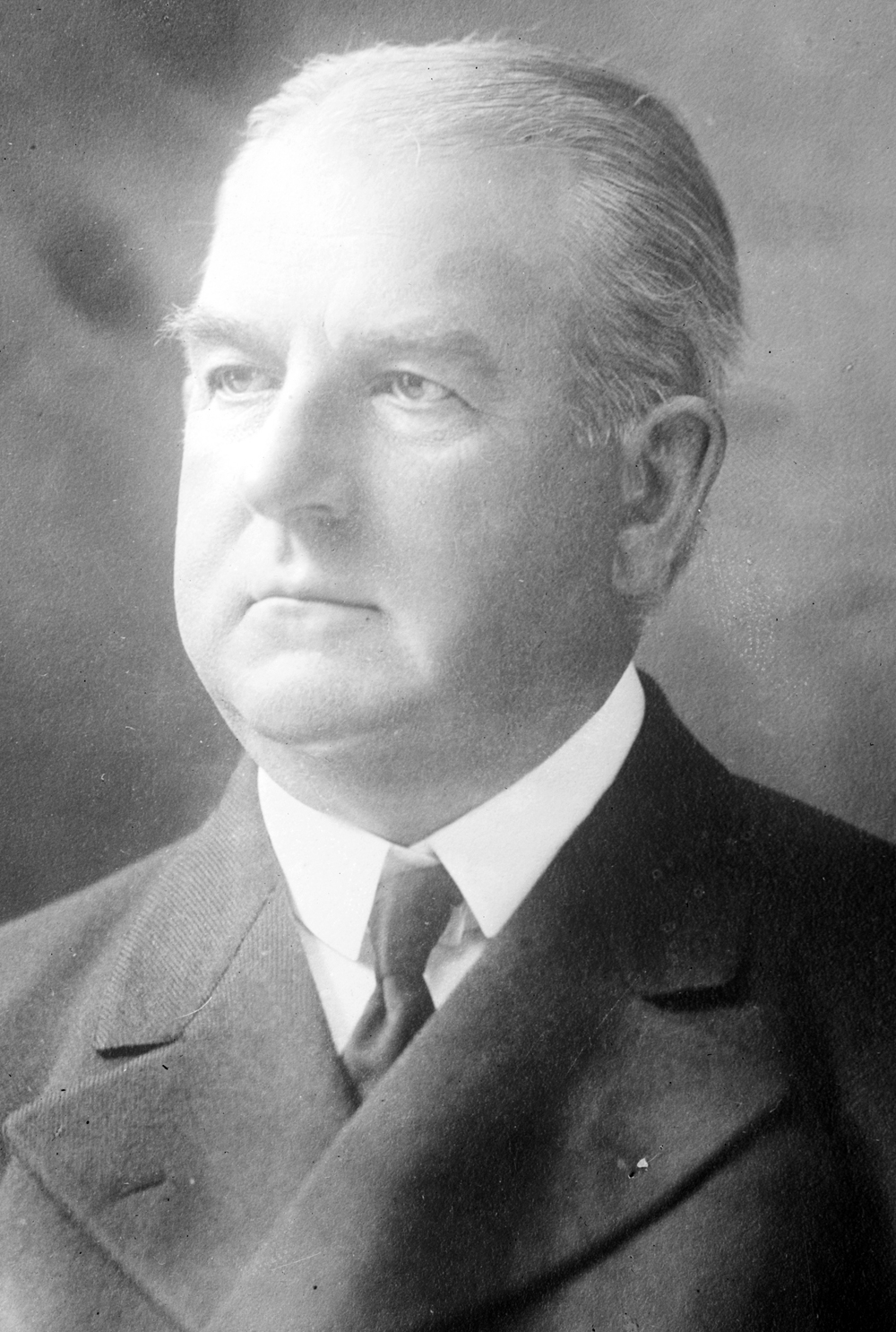

알버트 스폴딩(Albert Spalding, 본명: Albert Goodwill Spalding, 1849년 9월 2일 ~ 1915년 9월 9일)은 미국의 투수, 감독, 프로야구 초창기 임원이자 스팔딩 (기업) 스포츠 용품 회사의 공동 창립자였다. 일리노이주 바이런에서 태어나고 자랐지만 일리노이주 록퍼드 (일리노이주)에 있는 록퍼드 센트럴 고등학교를 졸업했다. 1871년부터 1878년까지 메이저 리그 야구를 했다. 스폴딩은 야구 글러브를 착용하기 시작하면서 트렌드를 세웠다.
선수로 은퇴한 후에도 스폴딩은 시카고 화이트 스토킹스의 사장이자 부분 소유주로 활동했다. 1880년대에 그는 최초의 야구 월드 투어에 선수들을 데리고 나갔다. 윌리엄 헐버트와 함께 스폴딩은 내셔널 리그를 조직했다. 나중에 야구의 기원을 조사하는 위원회를 요청하고 애브너 더블데이가 게임을 만든 것으로 잘못 인정했다.
1939년 미국 야구 명예의 전당에 입성했다.